# 西班牙内战
西班牙内戰（西班牙語：Guerra Civil Española；1936年7月17日－1939年4月1日）是在西班牙發生的一場內戰，由西班牙共和军和人民阵线等代表西班牙第二共和國對抗以弗朗西斯科·佛朗哥為核心的西班牙國民軍和西班牙長槍黨。西班牙內戰被認為是第二次世界大戰的前奏。
西班牙內戰爆發的主要原因是當時西班牙種種的社會矛盾，左右翼分子互相攻擊、政府改革的失敗、舊勢力軍人與宗教人士的不滿，長期下來使得對立走向武裝鬥爭，最後在右翼軍人的策劃下引發了內戰。在这场战争中，1937年的格爾尼卡大轟炸成为战争史上第一次對不設防城市的大規模轟炸。1939年4月，西班牙國民軍獲得勝利，西班牙第二共和國滅亡，由弗朗西斯科·佛朗哥施行獨裁統治，進入佛朗哥统治时期，佛朗哥擔任攝政直至1975年去世。

## 歷史背景

### 共和國的動盪
西班牙第一共和國成立於1873年，僅短暫的存在1年的時間，之後被保皇派將軍阿尔塞尼奥·马丁内斯·坎波斯所推翻，恢復西班牙波旁王朝皇室。复辟后的波旁王朝确立了以《1876年宪法》为基础、国王与议会分权的君主立宪制政体，并通过令融合主义自由党与自由保守党两党稳定交替的和平轮换来维持政治上的稳定。但同时國王阿方索十二世在1885年英年早逝，随后西班牙又经受了美西战争及其所带来的大量殖民地的丧失。阿方索十三世亲政后，西班牙虽然试图通过主持阿爾赫西拉斯會議等举措恢复国际地位，但是在1909年梅利利亚战争中的失利让西班牙恢复元气的尝试受挫。在这种环境下，西班牙国内的经济发展进程无法取得显著成果，内部的贫富矛盾、民族矛盾激化，以悲剧周为代表的罢工运动此起彼伏，矛头直指和平轮换下无法充分代表底层民众利益、平衡各地区诉求的保守派既得利益团体和君主制。同时，倾向保皇的实权将领在忌惮工人、无政府主义和激进共和主义运动及地区叛乱风险的同时，也将国家发展的困境归咎于立宪体制下行事僵化的议会。1921年，西班牙在里夫战争的失败，最终促使得到阿方索十三世支持的将领米格尔·普里莫·德里维拉於1923年发动政变，西班牙进入了7年的德里维拉獨裁时期，他強力鎮壓國內紛亂，并推行一系列稳定措施，但没有能从根本上为西班牙经济提供持续动力，也就无法进而推动被压抑的矛盾的缓和。随着政府财政破产和1929年大萧条的到来，无力挽救局面的德里维拉在失去阿方索十三世支持后于1930年辞职并流亡海外，不久逝世。试图维持君主制的阿方索十三世先后任命达马索·贝伦格尔和胡安·包蒂斯塔·阿斯纳尔-卡瓦尼亚斯为首相，但此时共和主义的呼声已经高涨到了前所未有的地步。在1931年市政选举中，共和派大获全胜，阿方索十三世亦紧随劝告流亡海外、尼塞托·阿爾卡拉-薩莫拉成立西班牙第二共和國，波旁王朝第二次复辟告终。
但西班牙第二共和國同樣處於動盪不安的情勢，先後成立了至少28個政府，最早的政府是薩莫拉領導的左翼的社會主義聯盟，實施了一系列的民主與土地改革，並且實施裁軍，關閉軍校；但這些改革並不十分奏效，地主與保皇軍官仍然佔西班牙國會與政府軍裡的多數；土地改革亦然，当多數土地收為國有或是高價買進地主土地后，貧農则只分到少部份王室土地；天主教人士也與共和政府對立，互相攻擊、憲法規定政教分離，但政府卻利用第二共和國成立之勢組織反天主教的政府，強力干涉天主教会、禁止宗教團體的傳教、限制財產的權利和投資、取締耶穌會，甚至放任反天主教激烈人士攻擊修道院和教徒，天主教會因此也對信徒散播反共和政府的思想；工人階級的福利制度也未強力執行，資本家多不履行8小時工作制等規定；自治區的要求也只有加泰罗尼亚允以成立。
在左翼共和政府執政時，保皇黨也在街上示威，與天主教會人士一起對共和政府遊行抗議，他們與左翼共和政府支持者衝突不斷。1932年8月，荷西·桑胡霍將軍企圖發動政變，但失敗被捕。階級互鬥與30年代的大蕭條使國內社會動盪不定，极右的法西斯主義與极左的共產主義在西班牙迅速蔓延，國內充斥着各种不同意识形态的政治力量、左右翼極端份子互相殺害，聯合其他主義者擴大自己的勢力；其中，法西斯主義的長槍黨和西班牙共產黨手段最為激烈，他們在國內的暴力事件極多，也激化了內戰的陣營對立，導致衝突規模逐次升級。

### 兩次大選到導火線
1933年，西班牙再次舉行選舉，右翼的激進共和黨（Partido Republicano Radical）勝出，由亚历杭德罗·勒鲁克斯為總統，奪回政權。勒鲁斯取消前任政府的各項改革，包括終止土地改革、歸還教會財產、廢除憲法和自治區、釋放許多右翼與保皇份子。右翼政府對反對者施以武裝鎮壓。1935年10月，西班牙工人社会党、西班牙共產黨、自治加利西亚共和党人组织等组织成了以左翼党派为主但广泛包括中右到极左党派的「人民陣線」聯盟。

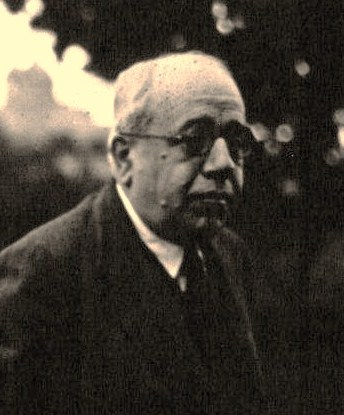
共和國最後一任總統—曼努埃爾·阿扎尼亞

在1936年2月的選舉中，總數925萬的選票中，左翼聯盟獲得475萬票險勝，再次奪回政權；於國會獲得267個席次，而右翼聯盟則獲得132席。由曼努埃爾·阿扎尼亞擔任總統，圣地亚哥·卡萨雷斯·基罗加擔任總理執政，新政府再次變更右翼的種種政策，這引發許多右翼勢力的不滿。，西班牙軍官特別不喜歡阿扎尼亞，尤其是他在1931年作為戰爭部長期間，削減許多軍費和關閉軍校。
何塞·安東尼奧的侄子—马奎斯（Marquis）被政府突擊衛隊（一種專門對付城市暴力事件的警察）的荷西·卡司第（José Castillo）殺害後，長槍黨黨員為報仇而將其殺害。之後突擊衛隊成員又以偽造的逮捕令，綁架了右翼領袖、財政部長—何塞·卡尔沃·索特洛，之後加以殺害，棄屍於一處墓地。議員遇刺、警方綁架殺害的事件，在右翼和中間派人士裡都引起強烈反應和谴责，國民將領以此定下暴動計畫，成了西班牙內戰爆發的導火線。

## 意識形態鬥爭

### 人民陣線
1935年10月，西班牙共產黨（PCE）、馬克思主義统一工人黨（POUM）、劳动者总联盟（UGT）、巴斯克人、加泰罗尼亚人和全国劳工联盟-伊比利亚无政府主义联合会（CNT-FAI）等組成人民阵线。人民陣線選舉前的政治主張有：赦免被右翼政府拘捕下獄的政治犯、提供農民及工人的基本薪資和限制工作時間、恢復憲法和自治區的設立、公家機關與軍隊民主化、取締法西斯和保皇人士、降低稅收與地租等，廣受工農階級與小資產階級民眾的支持，並在1936年的選舉中獲得勝利，取回執政權。但在内战中，左翼集团内部的巨大分化显现出来。西班牙共产党追求一党官僚制，西班牙社会党追求社会共和制，西班牙工人党追求工会专制。在人民陣線執政時，對於長槍黨與軍官的企圖，由於法制沒有採取有效的鎮壓，僅能將有明顯意圖的軍官轉調至他處，包括日後國民軍領袖的弗朗西斯科·佛朗哥（當時的總參謀長，調至加那利群岛）、曼烏勒·戈代德（Manuel Goded Llopis，當時的航空部長，調至巴利阿里群岛）和埃米利奥·莫拉（調至纳瓦拉）。

### 西班牙軍事聯盟
何塞·桑胡尔霍創立一個名為西班牙軍事聯盟（Unión Militar Española）的組織，計畫以武力推翻共和政府，施行右翼獨裁統治，恢復國內秩序。支持者分为三派，代表富农利益的保守军人，代表中产阶级利益的自由派，和代表小农和手工业者利益的长枪党。此組織的現役軍官不多，退役軍官卻不少，而桑胡爾霍本人當時還住在葡萄牙，而在國內替其指揮的是埃米利奧·莫拉現役陸軍准將。1936年2月，桑胡尔霍、何塞·里維拉與長槍黨幹部與西班牙駐德軍官胡安·贝格韦德尔（Juan Beigbeder）上校（此人也是西班牙軍事俱樂部成員）見面，該人將他們引見給納粹德國軍事情報首長卡納里斯上將，獲得德方的支持，並取得上千挺德製機槍。

### 保皇派

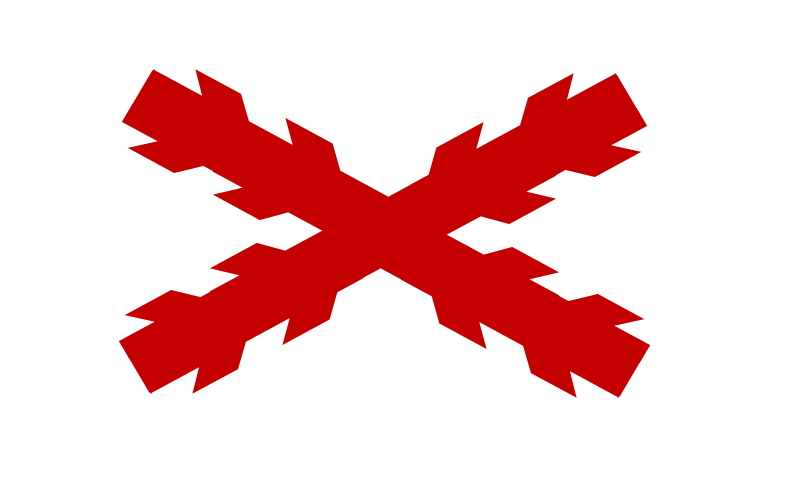
卡洛斯一派的標誌

保皇派分為2个派系，分作支持阿方索十三世王位的保皇黨和另一派宣稱王室「正統派」的卡洛斯派（Carlos）。保皇黨領導人是安東尼奧·戈伊科切亚（Antonio Goicoechea），他在1937年曾要宣稱藉著軍事政變或內戰使共和國垮台，還前往義大利王國獲得墨索里尼的支持。正統派的領導者是法尔·孔戴（Fal Conde），他們也準備以武力推翻共和政府，並在那瓦尔山區訓練民兵。

### 長槍黨

西班牙長槍黨的標誌

西班牙長槍黨是由米格爾·德里維拉侯爵的長子—何塞·德里維拉於1933年所創立的右翼組織，類似義大利王國和納粹德國的法西斯政黨，長槍黨主張极权主义、民族主義和武裝叛變，並與其他右翼勢力前往德義兩國，獲得支持並取得大量武器。

## 戰前

### 共和军
1936年7月，西班牙本土有8個步兵師、一個騎兵師和三個山地旅，他們訓練素質低、裝備落後；西班牙非洲殖民地則有2個步兵師—非洲軍團，訓練完整、機動性高、裝備齊全。將領方面，在8位直接指揮本土陸軍師的將軍中，只有維爾加斯和米格爾·卡瓦內利亚斯有意參與叛亂，維爾加斯本是負責指揮位於馬德里的第一師、卡巴內拉斯則是指揮萨拉戈萨的第5師；其他將軍（包括非洲軍團指揮官）都忠於共和政府。在國民軍計畫中，有15167名現役軍官參與，另外約有40％的警察和30％的現役政府突擊隊員。海軍則是幾乎全部軍官支持叛亂，但士兵都忠於政府。空軍則約有25％的人支持叛亂。西班牙海軍當時僅擁有3艘巡洋艦、15艘驅逐艦、9艘潛艇和2艘戰艦—贾米一世號和西班牙號。

### 國民軍
國民軍，又被歷史學家稱作「叛軍」、「民族主義者」和「佛朗哥派」，時至1936年6月初，國民軍已對各地佔領目標做了分配如下：
- 埃米利奧·莫拉負責在納瓦拉起事，並攻佔布哥斯
- 比列加斯（Villegas）負責佔領馬德里
- 米谷爾·卡瓦内利亚斯（Miguel Cabanellas）負責佔領萨拉戈萨
- 何塞·恩里克·巴雷拉（José Enrique Varela）負責奪取加的斯
- 卡拉斯科負責巴塞隆納
- 萨利克特（Saliquet）負責巴利亞多利德
- 曼努埃尔·戈代德負責巴倫西亞
- 贡萨洛·德利亚諾（Gonzalo Queipo de Llano）負責塞維利亞[7]

之後，弗朗西斯科·佛朗哥搭乘飛機前往摩洛哥，控制精銳的非洲軍團；桑胡霍將軍則搭機回到西班牙指揮。原先因為右翼各派系的紛爭而無法定下確定的起事時間，直到7月5日，卡爾沃·索特羅被殺後，莫拉將軍才正式將暴動日期定為1936年7月17日。
叛亂消息在內戰爆發前幾天走漏，政府軍逮捕了維爾加斯將軍，並逮捕可疑份子和軍官，有近5000名西班牙人被捕，政府逮捕可疑份子的其中一項依據是看到「有人喊著『咖啡』（Cafe），作乾杯動作」，因為「Cafe」實際上並非指咖啡，而是：「同志們，讓我們加入西班牙長槍黨！」（¡Camaradas-Arriba Falange Española!）的意思。
7月17日當天清晨，在摩洛哥梅利利亚的叛軍首先發動叛亂，將6位共和派將軍和一位海軍上將處決；到第2天叛軍已控制摩洛哥的主要城市，而西班牙本土的叛軍也在這段時間先後發動叛亂，內戰隨之爆發。

## 內戰爆發

### 外國勢力的介入
在西班牙內戰期間，大批非西班牙公民的外國人參與了戰鬥和軍事顧問職位。弗朗哥領導的國民軍得到德意志政府大量的財政與軍事援助；共和派也得到蘇聯有限的援助，但卻受到英法兩國施行武器禁運政策的阻礙，然而武器禁運的管理並不是很有效，尤其是法國被指責以大型貨輪運輸共和派的軍備（指控往往來自義大利，而義大利本身積極地援助國民軍一派）。各歐洲列強在當時的秘密行動被國際間認為是引爆另一場世界大戰的導火線。對於西班牙內戰，國聯呼籲其他國家保持中立，並試圖抵制各勢力的武器流入西班牙，但成效極低。

### 國民軍

#### 德國

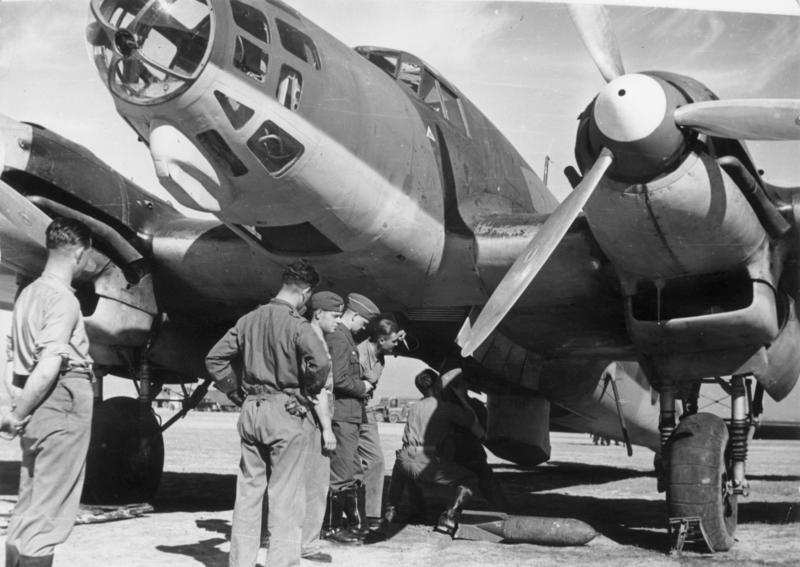
兀鷹軍團在西班牙機場，替He 111轟炸機掛上炸彈

早在內戰爆發前，德國高層和國民軍領袖已有多次接觸；內戰爆發後，佛朗哥派出特使赴德請求軍援，7月25日與德國航空部長戈林會晤、7月26日見到希特勒，希特勒當天才剛觀賞完《女武神》歌劇，瞭解國民軍的來意後當晚便做出介入內戰的決定。下達三個軍事行動的命令，進行魔火作戰（Operation Feuerzauber），將11架Ju 52運輸機和6架He-51戰鬥機、85名德軍武裝黨衛軍士兵搭上烏薩拉莫（Usaramo）號客輪，運往德軍於西班牙駐紮的摩洛哥，這批航空兵力在轉運摩洛哥的西班牙外籍兵團返回本土參戰上發揮了重要的作用。9月下旬，希特勒再次發布奧托行動（Operation Otto），動員更多士兵和戰爭物資援助佛朗哥。希特勒給佛朗哥的有24輛一號坦克、少量高射砲和一些無線電設備，德軍指揮官亞歷山大·馮·希尔（Alexander von Scheele）也將JU-52改裝成轟炸機。1936年10月時，西班牙約有600到800名德軍士兵。除了空軍外，德國海軍也派出戰艦德國號、舍爾上將號、科隆號和U-33、U-34潛艇進入戰區。
希特勒最大和最後一次的國民軍支援行動是派出兀鷹軍團，自1936年11月開始，他派出了額外的500人部隊，並提供西班牙國民軍92架新型飛機，其中包括在整場內戰中性能最佳的Bf 109戰鬥機。希特勒使兀鷹軍團參戰直到1939年4月戰爭結束。在高峰時期，德國部隊約有12,000人，多達19,000名德國人參與了西班牙內戰。

#### 義大利

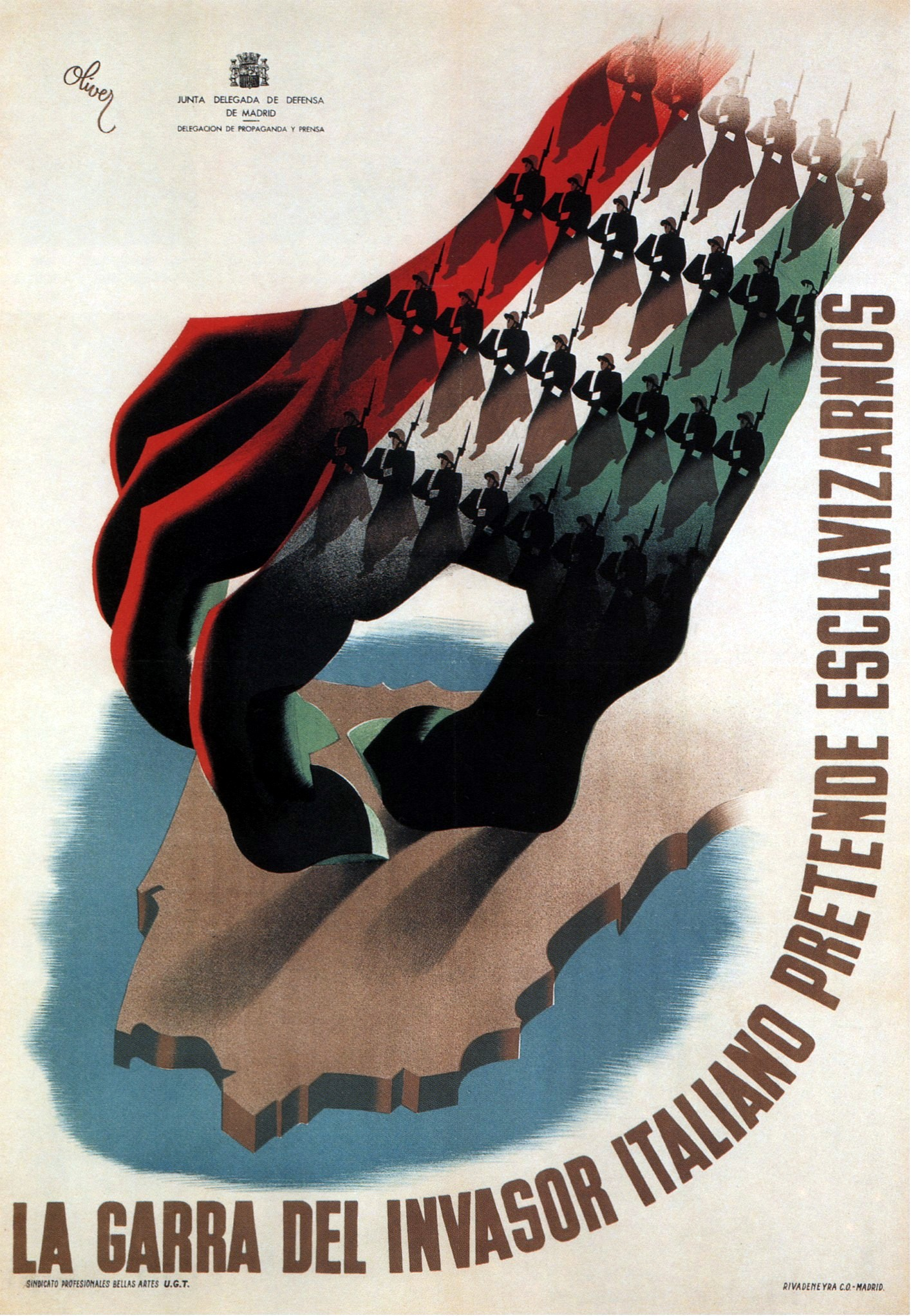
描寫義大利介入西班牙內戰的海報

1936年7月22日內戰爆發之后，國民軍領袖前往羅馬對義大利外交部長卡里亞佐·齊亞諾傳达佛朗哥的軍援請求，至24日墨索里尼正式決定介入，派出12架SM81轟炸機協助佛朗哥運輸非洲軍團至本土。意大利軍隊隨即佔領了巴利阿里群島的馬略卡島和伊維薩島，以防落入共和軍手中。之後在希特勒的鼓勵下，墨索里尼派出部份正規軍參與西班牙內戰，部分原因是因為他不想在國際影響力上低於希特勒。儘管墨索里尼派出比希特勒多的地面部隊，但所提供的戰略資源較其來的少。在戰爭開始的1936年9月，墨索里尼只有提供國民軍68架飛機和幾百支小型武器，而義大利皇家海軍在地中海發揮了重大作用，封鎖了共和國的海軍。義大利之後向國民軍提供重機槍、火砲、飛機、輕型戰車和空軍軍團（Aviazione Legionaria）與志願軍團（Corpo Truppe Volontarie，CTV）兩支作戰部隊。在西班牙的義大利軍約5萬人，並透過輪換與整補，西班牙內戰有超過75,000名義大利士兵為國民軍戰鬥。

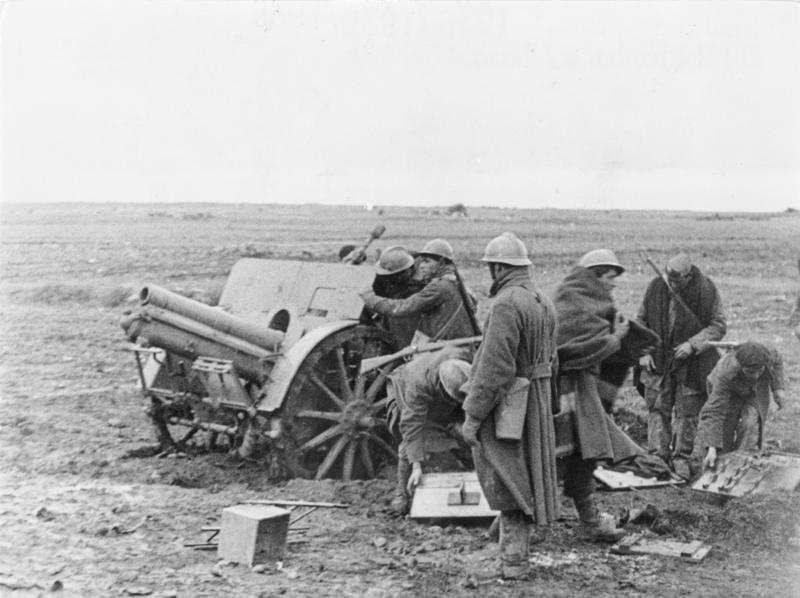
志願軍團 (意大利)正在瓜达拉哈拉布置一门10 cm M. 14 Feldhaubitze，摄于1937年

#### 葡萄牙
葡萄牙在內戰爆發時雖沒有正式宣戰。但萨拉查的“新国家政权”在对佛朗哥部队进行弹药和物流援助方面扮演了重要角色。 葡萄牙在正常军事冲突中都在进行谨慎的军事参与，其威权政权派遣了达2万人的被称为“维里阿修斯军团”的志愿军进行半官方的支持）。更重要的是提供德義兩國轉入西班牙本土的港口，另外也有將逃往葡萄牙的共和派人士押到國民軍軍部處理。

#### 其他
英国的保守党政府在战争中保持坚定的中立地位，并为社会精英及主流媒体所支持。而极左势力则动员了对共和军的支援。 政府拒绝批准武器的运送，并派遣战舰试图阻挠运送。尽管志愿参与西班牙战争构成犯罪，仍有约4000名英国人参与。知识学界强烈地支持共和军。很多知识分子前往西班牙希望参与反法西斯行动。工党则产生了分裂，其中的天主教成员倾向支持国民军。工党还开除了党内一个要求声援共和军的阵营，但其最终也发出了一些支持保皇派的声音。
羅馬尼亞王國也有以铁卫团（米迦勒军团）的副领袖伊萬·莫塔（Ion Moţa）為首的志願軍加入該陣營，而莫塔本人也在1937年1月13日陣亡。
尽管爱尔兰政府禁止公民参与这场战争，有大约600名爱尔兰志愿军进入西班牙支持佛朗哥。这些被称为“爱尔兰旅”的志愿军追随爱尔兰政治活动家，当时的爱尔兰共和军领袖Eoin O'Duffy。大部分志愿军都是天主教徒，志愿地支持国民军对抗共产主义。

### 共和派

#### 蘇聯
在國聯對其他各國實施武器禁運的同時，蘇聯是共和政府主要的援助者，秘密提供共和軍約806架飛機、362輛坦克和1555門大砲。雖然當時史達林簽署過西班牙內戰的不干涉協議，但在1936年10月宣佈「若德義兩國不停止軍援國民軍派，蘇聯將不受不干涉協議的約束」，之後秘密介入其中。由於史達林不希望任何人能從武器形式追蹤到蘇聯的介入，他們對共和軍所提供的武器多是從博物館、世界其他國家生產或是被蘇軍繳獲的武器，不過蘇聯仍提供了如T-26輕型坦克、BT-5輕型坦克、I-15、I-16戰鬥機等當時世界一流水準的裝備給西班牙。蘇聯也派出少數軍事顧問到西班牙，以及組織國際縱隊參戰。內戰期間，蘇聯軍隊總額不超過 700人，但蘇聯的志願軍也經常開著的蘇製坦克和飛機參戰。
對於蘇聯的軍備，則以西班牙銀行的國家黃金的一部份來支付，共和国共和政府內格林上台後，為了保障資金，將西班牙黃金儲備其中176吨转移到法国（其後歸還），510吨直接转移到俄罗斯代為保管，这被称为莫斯科黃金，並用西班牙银行的官方黄金储备支付了一些苏联武器的费用，但隨後這些所有在蘇聯手中就下落不明了，據稱是被蘇方故意溶解，其中甚至造成包含美洲的部分古代黃金文物的損失，因至今仍未歸還，此事件時有爭議。1938年，蘇聯自西班牙撤回軍事顧問與志願軍。

#### 墨西哥
不同於美國和拉丁美洲國家，墨西哥公開表示支持共和政府，拒絕遵從法國和英國的不干涉的提議，但相較於國民軍自德義兩國的援助，墨西哥提供共和政府的軍備數量甚少。墨西哥提供2,000,000美元的援助和一些戰爭物質，包括20000支步槍，28萬顆子彈，8門大砲和少數美國製造的飛機，如貝蘭卡CH-300和一些曾在墨西哥空軍服役的軍機。然而，墨西哥最重要的幫助，是在外交部庇護許多來自西班牙的政治難民，其中有許多共和派知識分子和孤兒家庭。

#### 國際縱隊
在內戰爆發後，蘇聯共產國際組織全球50多個國家的志願者，編為國際縱隊（亦稱「國際旅」），前往西班牙與共和軍共同對抗國民軍。成員組成為來自各地（主要是來自英法美，也有來自德義等國家）的社會主義、共產主義和反法西斯份子，其中有不少如阿爾貝·加繆、巴勃罗·聶魯達、海明威、喬治·歐威爾、畢卡索等知名人物，還有當時中國抗日戰爭爆發時前往西班牙的中國人
。在受過基本的軍事訓練後便送往前線作戰，西班牙內戰期間總計約有32,000人參與國際縱隊。在戰爭期間，國際縱隊成員因其高昂鬥志成為共和軍倚重的主力之一。

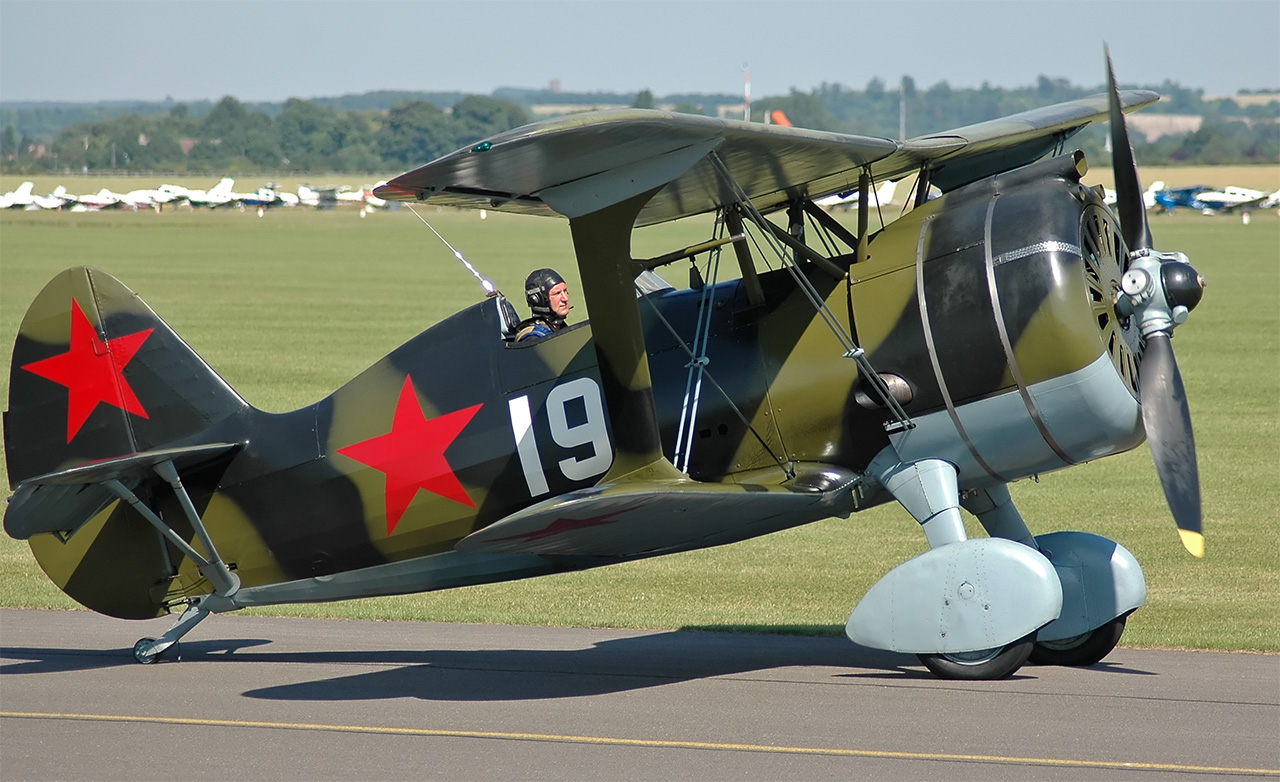
蘇聯提供的飛機—I-15，擁有一個「塌鼻子」的外號；還有被國民軍稱作「蒼蠅」的I-16和I-153等雙翼戰鬥機。
國際縱隊的旗幟，來自多個不同國家所組成的志願軍，內部語言繁雜。
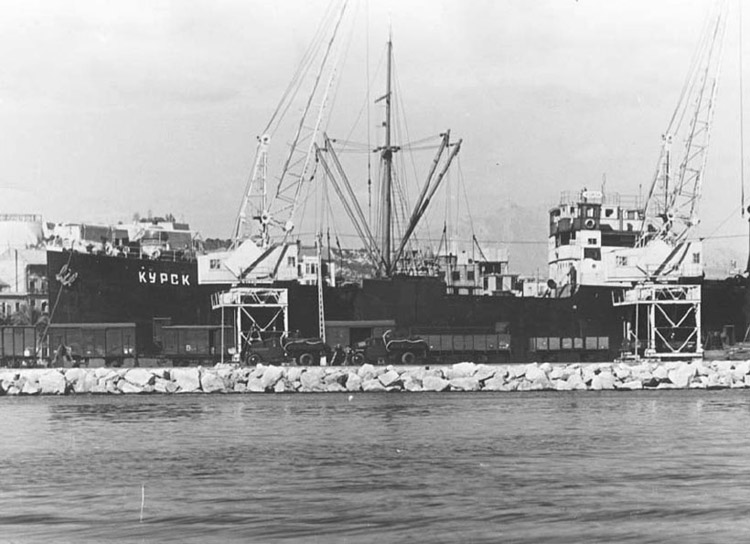
1936年12月28日，共和軍在阿利坎特的港口卸載蘇聯的軍援物資。
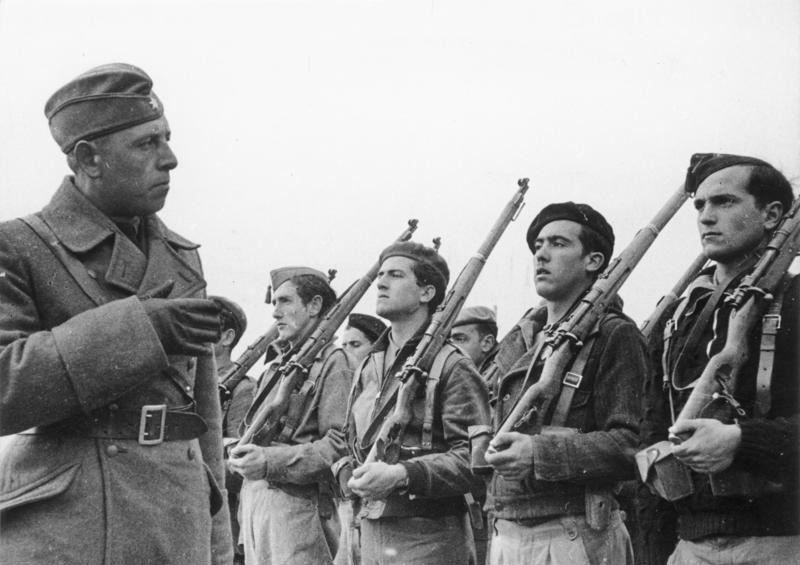
圖為兀鷹軍團的士兵。國民軍也教授來自外國的志願軍講簡單的西班牙語和德語。

#### 其他

##### 英法與不干涉協議
內戰爆發後，法國總理莱昂·布鲁姆於7月20日召開會議，做出援助共和政府的決定。由於法國右翼人士的阻礙，直到8月2日才開始輸送軍援的飛機。英國則是内维尔·张伯伦的保守黨因為國內反戰聲浪和擔心蘇聯共產主義的擴張威脅超過德意法西斯主義，不援助交戰任何一方（工党和自由黨則強烈支持共和政府），英國還對法國表示：「若法國援助西班牙政府，當納粹德國與法國交戰時，英國將不提供任何協助。」法國也因此終止對共和派的一切支援，並在同年8月擬定不干涉協議，莱昂·布鲁姆在中止軍援共和政府前曾說過：「歐洲大陸上絕不可以出現『意識形態的十字軍』，這將導致另一場大戰的爆發。」。不干涉協議除了瑞士和葡萄牙外，德意蘇與其他23個國家均簽署同意，但以上三國之後紛紛涉入其中。

##### 美國
美國認為蘇聯參與了1931年的西班牙推翻皇室，因此對新上任的共和政府予以敵視。當內戰爆發後，国务卿科德尔·赫尔下令禁止對西班牙政府的一切武器運售，秉持中立政策，共和政府也因此向蘇聯取得軍備。但美國民間企業卻提供許多交戰雙方的支援，德克薩斯石油提供國民軍350萬噸汽油的運售並提供無限期貸款、通用汽车公司和福特汽车共提供國民軍12,000輛卡車、杜邦公司則販賣許多彈藥給佛朗哥。民間左翼與反法西斯人士也募集金錢援助共和政府。

## 戰鬥進程

1936年至1939年西班牙内战图示
1936年7月国民军初始控制范围
1936年9月国民军控制范围
1937年10月国民军控制范围
1938年11月国民军控制范围
1939年2月国民军控制范围
共和军最后控制范围
国民军主要控制点
共和军主要控制点
地面战斗
海上战斗
空袭
集中营
屠杀
难民营

| 1936年7月国民军初始控制范围 1936年9月国民军控制范围 1937年10月国民军控制范围 1938年11月国民军控制范围 1939年2月国民军控制范围 共和军最后控制范围 国民军主要控制点 共和军主要控制点 | 地面战斗 海上战斗 空袭 集中营 屠杀 难民营 |

#### 1936年
內戰爆發後，叛軍起初尚且順利，佔領了加的斯、塞維亞、薩拉戈薩、布哥斯等城市，各地叛亂正不斷起事，而共和政府並未下定決心鎮壓。1936年7月19日，共和派的民眾前往馬德里政府中心要求得到武器，抵抗叛軍，總理卡萨雷斯·基罗加左右為難，自己辭職，由迭戈·马丁内斯·巴里奥取代，之後又由何塞·吉拉爾（José Giral）擔任總理，基拉爾政府下令發送武器給人民，抵抗叛軍。武裝民兵衝入國民軍的蒙大拿軍營（Montana）將參與叛亂的將軍處決，各地民兵也紛紛將叛亂分子逮捕，國民軍領袖之一的曼努埃尔·戈代德則在巴塞隆納被處決；而佛朗哥則搭機抵達摩洛哥，控制了非洲軍團。
7月20日，人在里斯本的桑胡霍將軍，打算前往西班牙北部與莫拉將軍會合並指揮國民軍，但他所搭的飛機卻因為超載而墜落，機毀人亡；實質的指揮權即分為位於北部的莫拉和南部的佛朗哥。時至21日，國民軍已佔領了西班牙西北部的海軍基地，海軍中支持國民軍的軍官皆被忠於政府的水手槍斃，奪取了指揮權並封鎖西班牙沿海，佛朗哥只能選擇用空運將主力部隊非洲軍團送入西班牙。於是佛朗哥向希特勒與墨索里尼求助，希望获得德、意運輸機的協助，兩國隨後答應，開始將非洲軍團輸送至本土。7月26日，法国政府在英国的壓力下宣布在西班牙內戰中保持中立。
時至9月，在與共和派民軍激烈戰鬥後，北部的比斯開省、吉普斯夸省、毕尔巴鄂和圣塞瓦斯蒂安皆落入國民軍手中。在一系列重大军事打击之下，共和国方面于9月4日成立由拉戈·卡瓦列罗为总理的新内阁，取代何塞·吉拉爾。国民军方面，9月21日，在萨拉曼卡的一場會議中，佛朗哥被選為國民軍總指揮 ，而共和軍總司令則是比森特·柳奇。南北兩地的國民軍並無接應，且戰局漸陷入膠著，佛朗哥便決定北上對首都馬德里進攻；10月27日，蘇聯的第一批坦克抵達馬德里，立刻投入戰鬥中，共和軍以許多燃燒瓶和汽油彈抵抗國民軍的德義坦克。11月，國際縱隊參戰、第一批蘇聯飛機抵達馬德里，令國民軍的舊式轟炸機大為震驚、德國兀鷹軍團和義大利志願軍團也相繼抵達、北部的莫拉也開始自佔領的北部南下進攻馬德里，形成南北夾擊的形勢。由於共和軍的拼命抵抗（尤其是大學城），國民軍進展緩慢，遲遲無法進攻馬德里。11月18日，義大利和德國承認佛朗哥政府。20日，長槍黨創始人荷西·德里維拉在獄中被共和派的官員下令處決。

#### 1937年

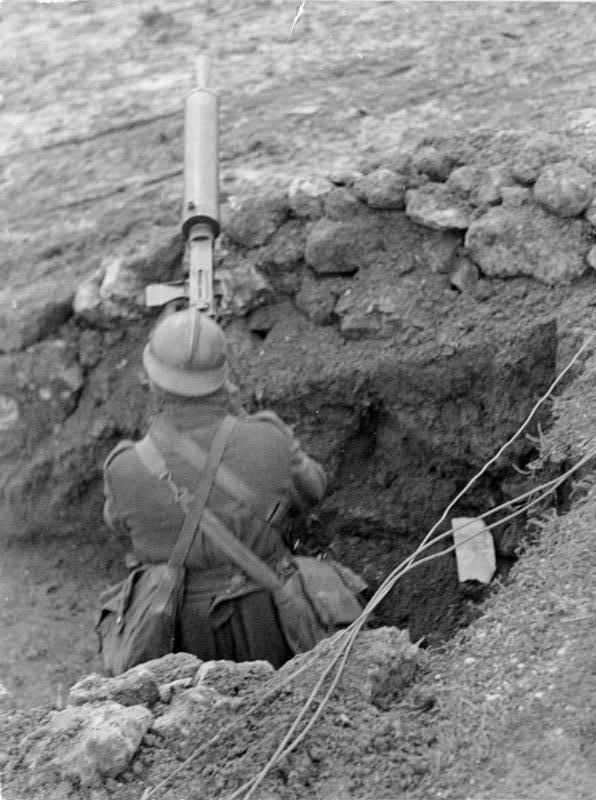
馬德里萨拉戈萨的一名機槍手。

1937年，國際聯盟於2月22日宣佈禁止外國志願兵介入戰局，而馬德里周圍的激烈戰鬥還在繼續，國民軍和義大利軍在2、3月分別發起科魯尼亞小道戰役、瓜達拉哈拉戰役，企圖切斷馬德里與其他共和軍控制地區之間的聯繫。瓜達拉哈拉戰役中，國民軍遭共和軍的埋伏而戰敗，傷亡6000多人（共和軍也傷亡此數目），共和軍也開始對其他國民軍佔領地區反擊。經過瓜達拉哈拉戰役的失敗，國民軍將注意力轉到北部，而轉將馬德里以包圍戰方式困住（見馬德里戰役）。4月26日，兀鷹軍團發起這場戰爭中最有名的軍事行動—格爾尼卡大轟炸，這是人類史上第一次對不設防城市進行的地毯式轟炸，經過3小時的密集轟炸，西班牙北部巴斯克區的格爾尼卡被徹底摧毀，死傷人數至今一直存有爭議，從2000多人至數十人都有，2天後國民軍佔領此城。进入5月后，共和派左翼組織開始分裂，加泰羅尼亞、無政府主義者、共和軍為各自利益爆發衝突。
巴塞罗那五月事件的冲击在共和国内部激起新一轮政治风暴，5月13日，卡瓦列罗内阁中两位共产党部长辞职，翌日社会党保守派的三位部长也辞职表示支持，至18日卡瓦列罗内阁彻底垮台，胡安·内格林接任。6月3日，國民軍2號人物莫拉死於飛機事故，菲德爾·達維拉（Fidel Dávila）繼任指揮，並進攻畢爾包。7月初，共和軍在馬德里市附近，發起布魯內特戰役，對國民軍反擊，雖然減緩了敵軍的攻擊力量，但共和軍因此傷亡2.5萬人和損失100多架飛機。8月中，佛朗哥開始進攻阿拉貢，發起桑坦德戰役，殲滅與俘虜6萬多名共和軍，這場戰役為國民軍獲得一次戰略性勝利—將西班牙北部納入控制之下，之後開始進攻瓦倫西亞。12月中旬，特魯爾戰役開始。

#### 1938年與1939年
特魯爾戰役是一場決定性的戰役，1938年1月初共和軍順利奪回被佔領的特魯爾，但2月22日又被國民軍奪回，之後國民軍順勢發起重大的阿拉貢攻勢，將共和軍切割並推進至地中海，南北的共和軍被截斷，這對共和軍來說是一次決定性的攻勢。5月，共和國試圖和國民軍求和，但佛朗哥要求無條件投降，戰事便繼續進行。7月，國民軍向南推進，進攻瓦倫西亞；共和軍也為重奪戰略主導權，發起厄波羅河戰役，這場歷時3個月的戰役帶有強烈的決戰性質，雖然共和軍在初期取得了成功，但很快陷入頓挫，最後遭到了決定性的失敗，損失6萬人。1938年9月21日，共和政府宣佈依國聯要求，解散國際縱隊，使士兵回到各個國家，此舉是為了使英法等國解除武器禁運，並使兩國對德義施加壓力，使其撤回志願軍，但毫無效果，而國際縱隊則有少數人留下繼續作戰，政府後來授予他們西班牙公民的身份。

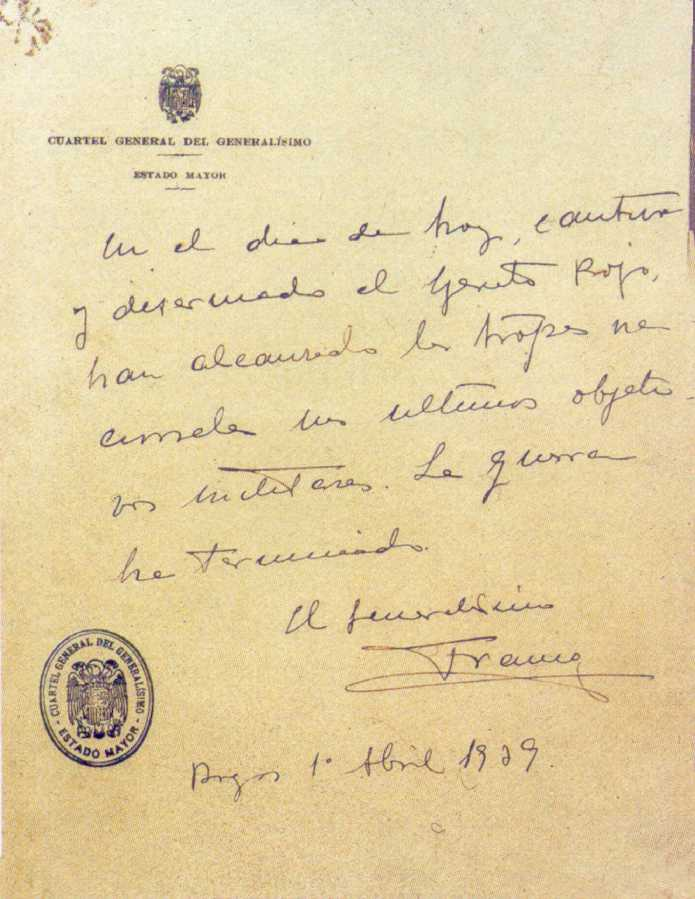
佛朗哥宣佈戰爭結束，然而還有少數共和軍在頑強抵抗。

1939年初，共和軍已潰不成軍，佛朗哥的軍隊也南下，陸續打擊加泰羅尼亞鄰近地區，將剩餘抵抗勢力肅清。1月26日，國民軍拿下巴塞隆納。2月27日，英法承認佛朗哥政權；馬德里市在經過長期的戰鬥和轟炸後，防禦能力崩潰，內部的共和軍與國際縱隊少數人激烈抵抗，直到3月28日才投降。1939年4月1日，西班牙內戰結束。

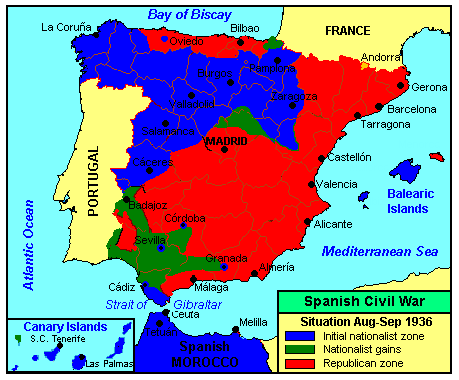
1936年8月至9月，西班牙內戰的局勢。
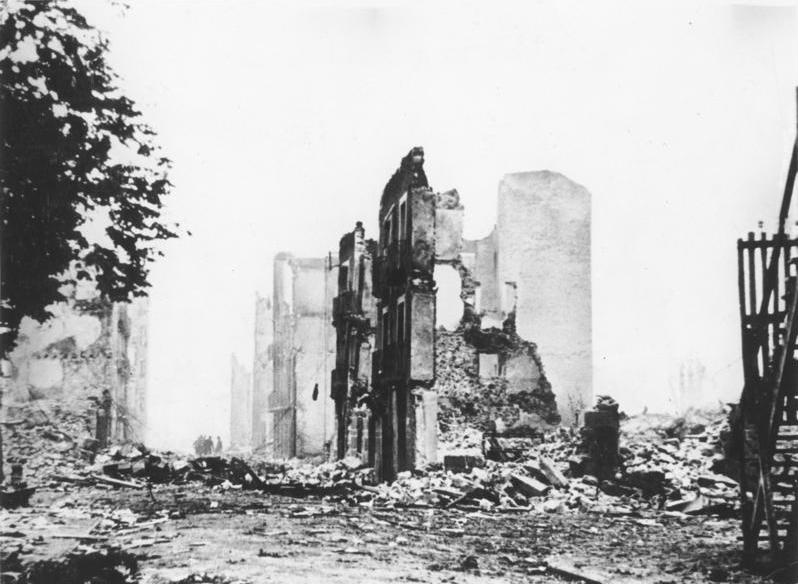
受到兀鷹軍團轟炸的格爾尼卡。
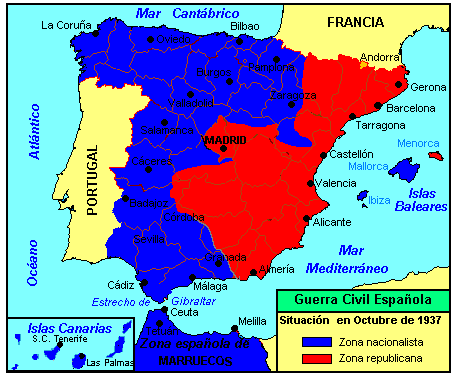
1937年10月的戰況。
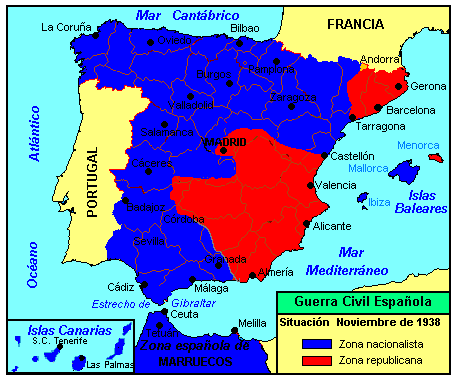
1938年11月的戰況，厄波羅河戰役後。

## 孩童的撤離

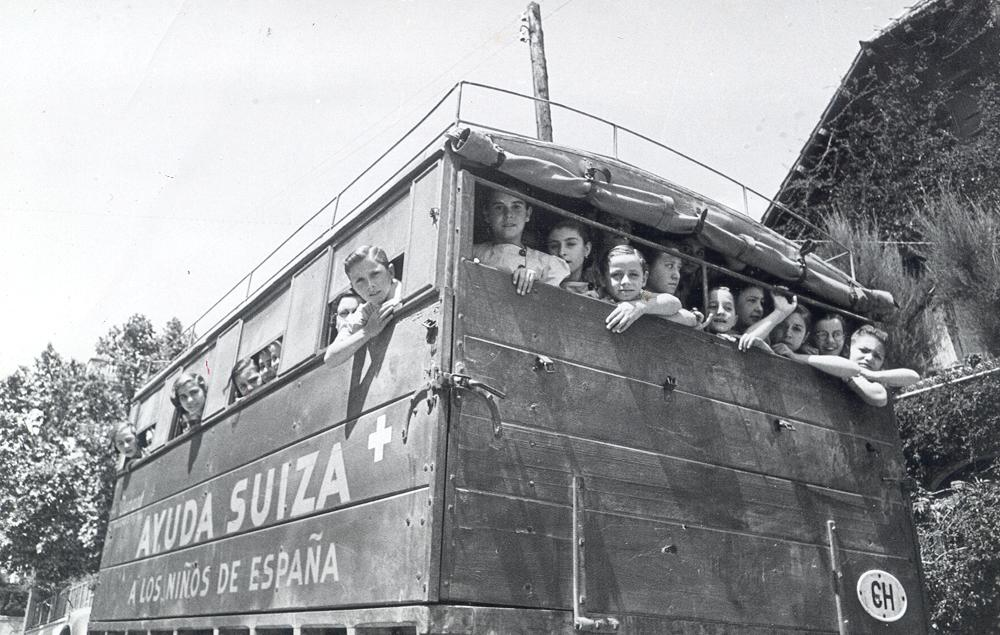
準備撤往他國的共和民眾孩童

隨著戰線漸往北部發展，共和軍開始撤離孩童前往其他國家，如英國、法國、比利時、墨西哥和蘇聯等國家，在西歐國家的孩童多半在戰後回到自己的家庭，但在蘇聯生長的孩童卻受到二次大戰對德作戰影響。國民軍亦有疏散孩童的行動，從戰區將其運到葡萄牙、意大利、德國、荷蘭和比利時的難民集中營。

## 傷亡與暴行
西班牙的傷亡人數和當中的暴行一直是歷史學家研究的焦點之一，一般認為在戰爭期間至少有5萬人被處決。在安東尼·畢沃爾所寫的書中表示佛朗哥隨後的白色恐怖至少處決20萬人，而紅色恐怖處決了38,000人。朱利葉斯·魯伊茲（Julius Ruiz）認為，在共和區約有37,843人被處死，而在國民軍區則最多有15萬人被處死（包括戰後的5萬人）。塞薩爾·維達爾（César Vidal）提出共和派遇害者約有110,965人。2008年，西班牙社會黨的巴爾塔薩·加爾松展開調查，認為1936年7月17日至1951年12月期間，有114266人被處決或下落不明，其中還有费德里戈·加西亚·洛尔卡被殺害的發現。
必須強調的一點是，交戰雙方在戰爭期間都有戰爭暴行發生，這與這場戰爭強烈的黨派與政治立場對立有關。

### 國民軍
國民軍在戰後大量削除了有關其暴行的紀錄，在內戰期間曾大量殺害學校的教師、和他們抓獲的平民（如工會人員、非戰鬥人員，或是對共和派的同情者），1936年的巴達霍斯大屠殺是較有名的一例。另外還有對各城市的轟炸行動，如馬德里、巴塞隆那、瓦倫西亞、格爾尼卡以及其他城市。

### 共和軍
共和軍在內戰中約將55,000名國民軍派人士處決，其中最有爭議的是共和派民眾攻擊天主教教會，神職人員約有7,000人被殺害。在國民軍起先發動叛亂時，共和派民眾逮捕許多國民軍將領和右翼保守派民眾，將其殺害、獄中服刑的囚犯也在受到虐待後被處決。馬德里約有11,705人因此而死。共產黨員圣地亚哥·卡里略與部屬執行了帕拉庫埃略斯和阿爾多斯附近的屠殺，數千人罹難（包括婦人與孩童），是戰爭期間最大規模的屠殺行動，但是由誰負責此行動也有爭議。另外，共和軍也有對共產黨員的處決行動，安德烈·馬蒂（André Marty）殺害了5,000多名國際縱隊的士兵。共产党内的斯大林主义者也殺害了国际纵队内部的部分人士，如亲托洛茨基主义的馬克思主義統一工人黨相關人士，包括領袖安德烈斯·寧。約有6,832名神父、修女和僧侶遭到共和派軍民殺害，其中有13名主教、4,172名教區司鐸（diocesan priest）、2,364名修士和283名修女被殺害
。

## 後續

### 共和國失敗的原因

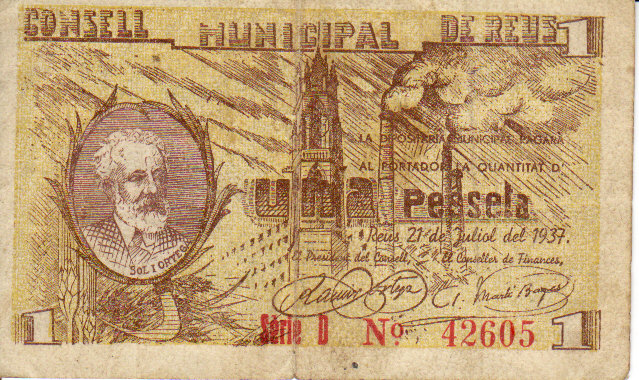
內戰期間，西班牙各城市都在印製自己的貨幣，這張是加泰隆尼亞的雷烏斯（Reus）地區所發行的紙鈔。

無論是政治還是軍事上，第二共和國在內戰中皆是失敗的；在內戰爆發時，共和政府對壓制暴動猶豫不決，領導人替換了3次，還對己方陣營的官兵無法控管，如巴塞隆納政府無法控制工人聯盟成員，自行武裝與國民軍戰鬥。就內戰初期的形勢，雙方所控制的勢力大致相同，但共和國不但擁有國家銀行的金銀儲備，還控制了主要的工業區：巴斯克地區的鋼鐵與軍工廠以及經濟作物的產地，擁有較強的持久作戰能力。
但在對外求援的過程裡，共和政府受到英法不干涉協定的影響最大，相對於國民軍來自德意兩國源源不絕且依不同的需求提供各項裝備，英法兩個民主國家卻對西班牙的合法政府圍堵武器輸入，共和政府只得選擇蘇聯作為武器來源，但蘇聯與德義的援助方針並不相同，蘇聯主要是希望延長期共和政府的抵抗能力，使英法相繼捲入「反法西斯」的戰爭中，而非求勝。此外，蘇聯對西班牙的共產黨和第三國際給予較大的政治影響力，使共和政府內越來越受其影響。不但在國內打擊其他勢力，還大量使用秘密警察（內務人民委員部）、掠奪民眾财富以求戰爭物資，使共和軍區的民眾越來越反感。除了共產黨外，共和軍中的民主右派、左派也是不斷爭鬥、分裂，意識形態過於混雜。
與以上相對的，國民軍的物資主要是透過佛朗哥和德義代表直接交涉，而非如蘇聯以意識形態的派系來取得。軍事上，國民軍以佛朗哥為最高領袖，特別是在戰局膠著時，他帶領足以影響結果的非洲軍團參戰，使得其領導地位大幅上升，指揮統一；共和政府卻是無法建立完整的指揮體系，各派系軍事領導人各自為戰，還做了許多暴行，嚴重影響了共和政府的聲望。

### 佛朗哥的統治

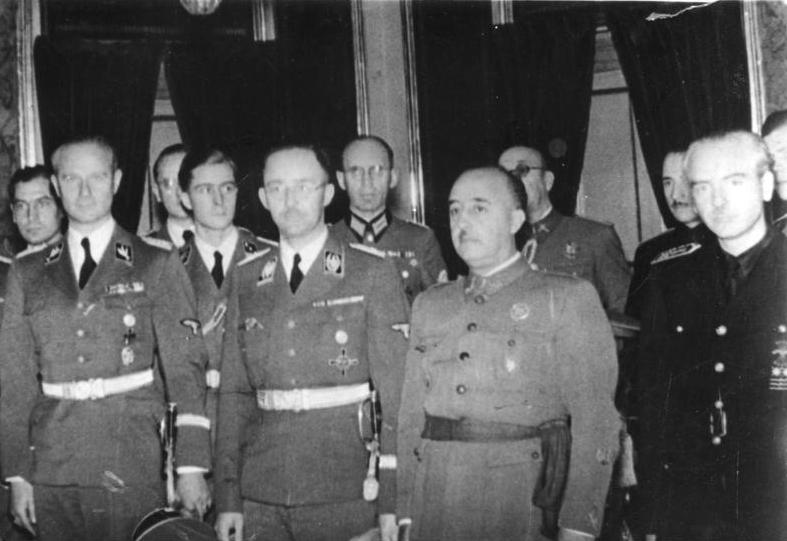
1940年，佛朗哥於西班牙接見納粹德國黨衛軍首腦希姆萊。

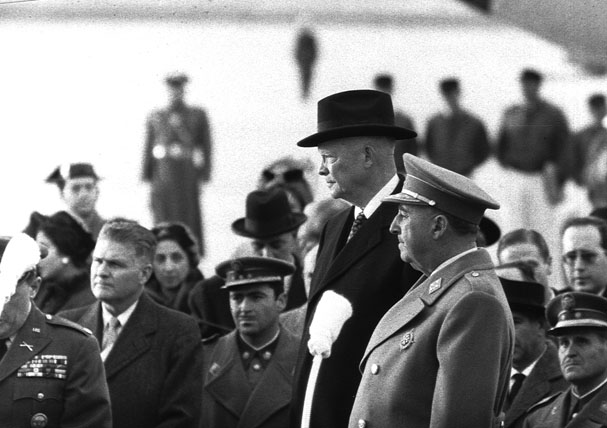
1959年，佛朗哥與美國艾森豪總統於馬德里會晤。因佛朗哥的反共政策等原因使美國等國不攻擊支持佛朗哥政权。

戰爭結果的影响對西班牙來說是無比巨大的，從此開啟了長達40年的佛朗哥時期獨裁統治。佛朗哥對所有在內戰中的站在共和派一線的左翼團體與組織展開強力鎮壓與報復行動(頒布政治責任法起訴)。大量共和軍人物被監禁，至少有3萬人被處死。許多人被迫進行勞動，如鐵路建設、填平沼澤、挖掘運河等。另外，約有5萬共和派難民逃往法國，被拘留於集中營，如芬內特集中營（Camp Vernet）與戈尔斯集中营。有12,000名難民被置於惡劣的環境中，還有17,000名難民被關押在戈爾斯集中營，之後大部分左翼人士被移送至西班牙接受政治審判；維琪法國成立後，將其他難民交給納粹德國，最後約有5000人死於德國的茅特豪森－古森集中營。
佛朗哥解散所有政黨，立長槍黨為西班牙唯一合法政黨，也廢止所有民主議會制度，將自己定為國家元首，1947年再簽署《国家元首关于国家元首职位继承法》，擁有指定其繼承人的權力。由於內戰期間少數民族站在左翼共和派一線，佛朗哥取消所有自治區，還有對任何不利於國民軍的組織強力取締，特別是格爾尼卡大轟炸，另外還有施行對工農階級的福利政策。
佛朗哥在戰後開始重建西班牙，二戰爆發後也常以此為理由來推辭德義的軸心國加入邀請，而英國也為賄賂西班牙的中立，給了佛朗哥許多經濟上的援助，因為佛朗哥政權的建立使得在法國東部的德義兩國在法國西部建立一個法西斯政權，對法國來說是三面環敵；若西班牙加入第二次世界大戰，可以切斷英國自直布羅陀、大西洋和地中海前往亞洲殖民地的聯繫以及北非戰場上英軍的補給，西班牙的戰爭資源對軸心國來說也是非常豐碩，內戰期間德義兩國也曾以提高西班牙的採礦權作為軍事支援的補償。
德義也給予許多資源和軍備技術重建西班牙，但佛朗哥一直保持中立，對外打出反共主張，而唯一的軍事行動只有在巴巴羅薩作戰中，派出藍色師志願軍與蘇聯作戰。二戰結束後，由於其法西斯主義的統治，歐美國家曾對西班牙實施經濟制裁，並排擠在聯合國外，佛朗哥便對國內經濟採以自給自足的方式管理，西班牙在國際上孤立了十餘年直到1950年代。
不過，由於其反共的立場，佛朗哥利用美蘇之間的冷戰，借出軍事基地給美國，配合英國的直布羅陀，容许军艦通航從而改善關係。在美國的支持下，西班牙经济復蘇。西班牙与法國的关系也在夏尔·戴高乐1958年上台后改善。
佛朗哥擔任西班牙攝政直到1975年去世，1969年宣佈胡安·卡洛斯為自己的繼承人，胡安·卡洛斯在其死後施行君主立憲制民主改革，結束西班牙的法西斯式獨裁統治，作为反共资本主义国家一员，西班牙在1982年加入北約，1986年加入欧洲共同体。

### 軍事試驗
德國、義大利和蘇聯均在西班牙戰場上投入新式武器和戰術，並各獲得成果。德國獲得的有：以鬆散式取代翼尖靠攏式的戰鬥機編隊飛行方式、空地協同作戰的進步、以飛機轟炸作為進攻前的火力打擊、Ju 87俯衝轟炸機的使用方式和對陸戰裝備的進一步需求、由於一號坦克已算過時，德軍便以與蘇式坦克交戰的經驗，加緊原有的新坦克開發計畫。義大利在內戰中的收穫並不明顯，僅有對雙翼機的需求依舊，並未打算淘汰和戰鬥經驗。蘇聯則是因為兀鷹軍團Bf 109戰鬥機的出現，有了對空軍飛機的新需要以及對重型坦克要求的質量提高，以取代不堪使用的T-35重型坦克（儘管T-35並未被應用在西班牙戰場）、測試T-26和BT坦克的性能、雖然蘇軍在內戰中獲得許多經驗，但許多軍官在史達林所發動的大清洗中被處決，導致許多西班牙戰爭的經驗與教訓都遭到了忽視。

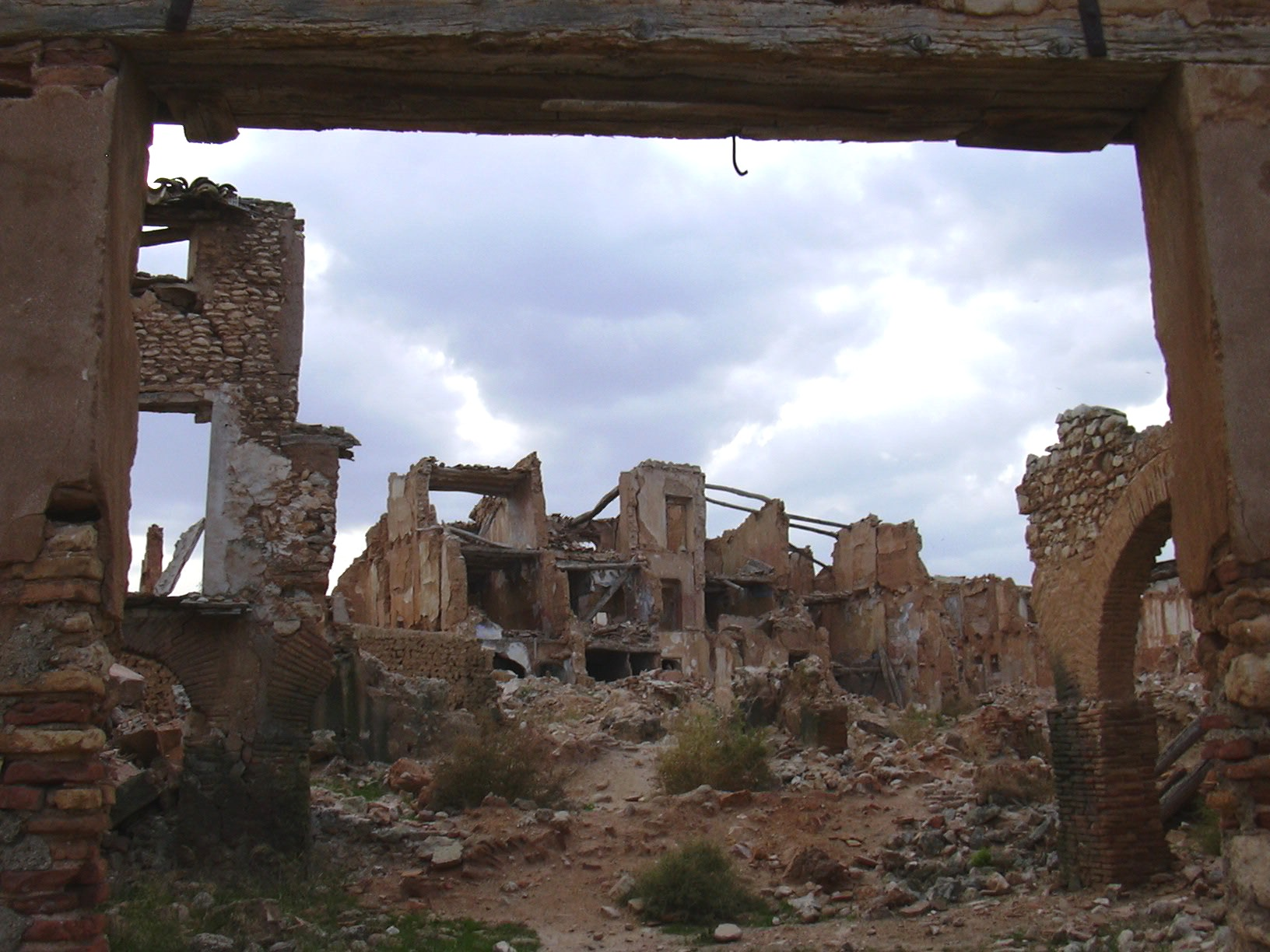
貝爾契特（Belchite）在內戰中飽受摧殘，直到今天仍保留當時遺留的廢墟。
全国劳工联盟-伊比利亚无政府主义者联盟(CNT-FAI)是左翼集團的重要組成部份，在內戰中因其激进的无政府主义革命观点与其他左翼派系衝突不斷。
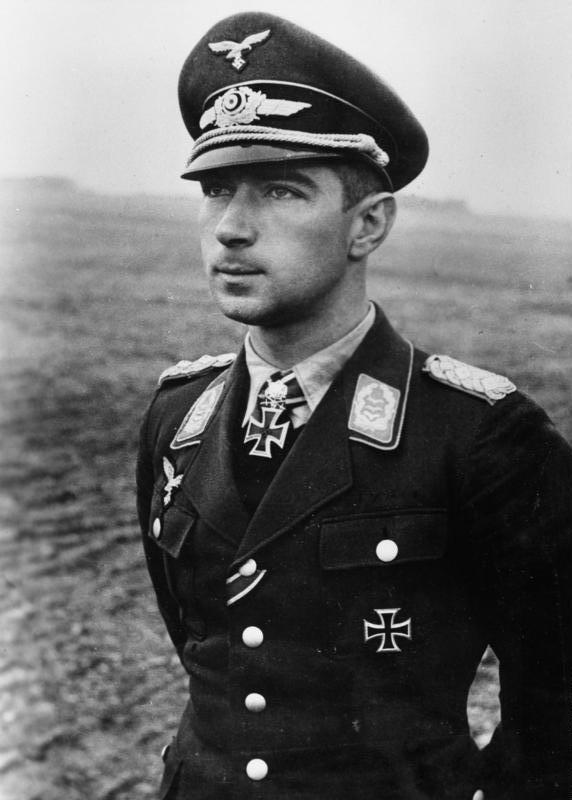
維爾納·莫德士上尉，德國在西班牙內戰中最為有名的飛行員之一，內戰期間擊落了共和派15架飛機[79]，之後成為世界上首位達到擊墜100架飛機的王牌飛行員。
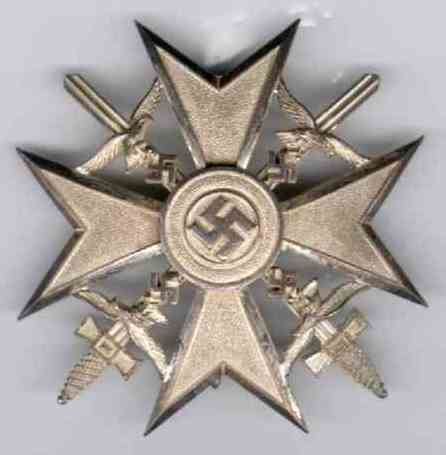
西班牙十字勳章，內戰結束後表現良好的德國士兵會被授頒此勳章，最高級別為「鑽石級」。

## 大眾文化
西班牙內戰影響了許多國際文學家、藝術家、社會學家和各地反法西斯與左翼人士；尤其在第二次世界大戰爆發後，更多學者研究其軸心國在西班牙的活動。而來自世界各國的國際縱隊也將自己的經歷寫入回憶錄、戰地記者拍攝當時的畫面，也因此西班牙內戰在國際上有許多衍生的電影、書籍與畫作。
- 文学作品
  - 《希望》（L'Espoir），安德烈·馬爾羅著。
  - 《向加泰隆尼亞致敬》（Homage to Catalonia），喬治·歐威爾著。
  - 《戰地鐘聲》（For Whom the Bell Tolls），欧内斯特·海明威著。
  - 《狼群之月》（Luna de lobos），胡利奥·利亚马萨雷斯（Julio Llamazares）著。
  - 《風之影》（La Sombra Del viento）、《天使遊戲》（El juego del ángel）、《天空的囚徒》（El Prisionero del Cielo）、《靈魂迷宮》（El Laberinto de los Espíritus）、《風中的瑪麗娜》（MARINA），卡洛斯·魯依斯·薩豐著。
- 電影
  - 《西班牙土地》（The Spanish Earth），尤里斯·伊文思导演，纪录片，1937年上映。
  - 《戰地鐘聲》，英格丽·褒曼與賈利·古柏主演，美国电影，1943年上映。
  - 《蝶恋花》（La Lengua de las Mariposas），西班牙電影，1999年上映。
  - 《美好年代》（Belle Epoque），西班牙、法國、葡萄牙製作，1992年上映。
  - 《牛的见证》（Vacas），西班牙、美國電影，1992年上映。
  - 《以祖國之名》（Land and Freedom），英國、西班牙、德國合作電影，肯·洛區導演，1995年上映。
  - 《戰爭的消息》（Noticias de una guerra），西班牙電影，2007年上映。
  - 《卡洛斯之旅》（El viaje de Carol），西班牙電影，2002年上映。
  - 《潘神的迷宫》，西班牙、墨西哥、美国合作电影，Guillermo del Toro導演，2006年上映。
- 绘画和攝影作品
  - 《格尔尼卡》，西班牙藝術家毕加索的名作之一，內容是德國兀鷹軍團轟炸格尔尼卡。
  - 《一名士兵的死亡》（Loyalist Militiaman at the Moment of Death），罗伯特·卡帕的攝影作品，內容為一名共和派士兵中彈瞬間的畫面，但近來研究顯示可能造假[80]。
  - 《西班牙內戰的預感》（Soft Construction with Boiled Beans 或稱 Premonition of Civil War），加泰羅尼亞藝術家萨尔瓦多·达利的超現實主義作品。
  - 《收割者》（The Reaper），加泰羅尼亞藝術家祖安·米羅所繪大型壁畫，1937年於巴黎世界博覽會展出，與畢卡索《格爾尼卡》呼應，此作品現已亡佚。

### 引用
1. ↑  Thomas. p. 628.
2. ↑  Thomas. p. 619.
3. 1 2 3  . New York Times. 2008-10-16  [2009-07-28]. （原始内容存档于2008-10-19）.
4. ↑  Thomas Barria-Norton, The Spanish Civil War (2001), pp. xviii & 899–901, inclusive.
5. ↑  Beevor (2006). pp. 410–411. Beevor notes that around 150,000 had returned by 1939.
6. ↑  . Books.google.com.   [2009-06-24]. （原始内容存档于2020-08-04）.
7. 1 2 3 4 5 6 7 8 9 10 11 12 13 14  兀鷹兵團-西班牙內戰的德國空軍，Peter Elstob.
8. 1 2  Anticlericalism （页面存档备份，存于）Britannica Online Encyclopedia
9. ↑  Payne, Stanley G. . University of Wisconsin Press (Library of Iberian resources online). 1973,. Vol. 2, Ch. 25: 632  [2007-05-30]. （原始内容存档于2019-02-18）.
10. ↑  Torres Gutiérrez, Alejandro ,Religious minorities in Spain: A new model of relationships? （页面存档备份，存于） Center for Study on New Religions 2002
11. ↑  Burleigh, Michael, Sacred Causes: The Clash of Religion and Politics, From the Great War to the War on Terror, pp. 128-129 HarperCollins, 2007. Burleigh says the constitution "went much further than a legal separation of Church and state".
12. ↑  Popular Front (Spain),  （页面存档备份，存于）
13. 1 2 3  Preston, Paul, Franco and Azaña （页面存档备份，存于）, Volume: 49 Issue: 5, May 1999, pp. 17–23
14. ↑  Zhooee, TIME Magazine, 20 July 1936
15. ↑  The White Terror,[永久]
16. ↑  Business & Blood （页面存档备份，存于） - 時代雜誌, Monday, 19 April 1937
17. 1 2 3 4 5  Hitler and Spain Robert H Whealey
18. ↑  The Spanish Civil War Antony Beevor
19. ↑  Beevor (2006). pp. 116, 133, 143, 148, 174, 427.
20. 1 2  Thomas (1961). p. 635.
21. ↑  Beevor (2006). p. 198.
22. ↑  David Deacon, British News Media and the Spanish Civil War (2008) p 171
23. ↑  A. J. P. Taylor, English History 1914-1945 (1965) pp 393-98
24. ↑  Othen, Christopher. Op cit p102
25. ↑  John R. Lampe and Mark Mazower, Ideologies and national identities, at p. 38
26. ↑  Casanova (2010). p. 225.
27. ↑  Mittermaier (2010). p. 195.
28. ↑  Academy of Sciences of the USSR, International Solidarity with the Spanish Republic, 1936-1939 (Moscow: Progress, 1974), 329-30
29. 1 2 3 4 5 6 7  橄欖桂冠的召喚 : 參加西班牙內戰的中國人, 倪慧如、鄒寧遠 著
30. 1 2  Arms for Spain Gerald Howson
31. ↑  . RFI - 法國國際廣播電台. 2025-02-22  [2025-03-06] （中文（繁體））.
32. ↑  . static.owspace.com.   [2025-03-06].
33. ↑  . 2022-01-10  [2025-03-06] （中文（臺灣））.
34. ↑  . www.marxists.org.   [2025-03-06].
35. ↑  BOOK REVIEW: 'We Saw Spain Die': Spanish Civil War Attracted Famous Writers, Activists, But Most of All Some of the World's Best Foreign Correspondents , （页面存档备份，存于）
36. ↑  Aircraft that didn't participate in the Spanish Civil war, （页面存档备份，存于）
37. ↑  倪慧如; 鄒寧遠. . 豆瓣 (人間出版社). 2015-10  [2021-01-01]. ISBN 9789866777936. （原始内容存档于2021-05-12）.
38. ↑  Thomas (2003), pp 941-3
39. 1 2 3 4  西班牙內戰, Martin Blinkhorn
40. ↑  .   [2009-12-20]. （原始内容存档于2013-12-13）.
41. ↑  .   [2009-12-20]. （原始内容存档于2016-06-18）.
42. ↑  .   [2009-12-20]. （原始内容存档于2015-09-24）.
43. ↑  Thomas, Hugh. The Spanish Civil War. Penguin Books. London. 2001. pp.95-97
44. ↑  Thomas, p. 820-821
45. ↑  Spanish Refugees and Basque Children （页面存档备份，存于）
46. ↑  . Concise.britannica.com.   [2009-06-24]. （原始内容存档于2008-01-18）.
47. ↑  Published: 12:01AM BST 11 Jun 2006. . Telegraph.co.uk. 2006-06-11  [2009-06-24]. （原始内容存档于2008-05-07）.
48. ↑  "Men of La Mancha" （页面存档备份，存于）. Rev. of Antony Beevor, The Battle for Spain. The Economist (22 June 2006).
49. ↑  Julius Ruiz, "Defending the Republic: The García Atadell Brigade in Madrid, 1936" （页面存档备份，存于）. Journal of Contemporary History 42.1 (2007):97.
50. 1 2 3 4  César Vidal, Checas de Madrid: Las cárceles republicanas al descubierto. ISBN 978-84-9793-168-7
51. ↑   (PDF).   [2009-12-20]. （原始内容存档 (PDF)于2009-03-25）.
52. ↑   Antony Beevor, The Battle for Spain; The Spanish Civil War, 1936–1939 (Weidenfeld & Nicolson, 2006), p.89.
53. ↑  Preston 2007，第121頁
54. ↑  Preston 2007，第120頁
55. ↑   Antony Beevor, The Battle for Spain; The Spanish Civil War, 1936–1939 (Weidenfeld & Nicolson, 2006), pp 88-89.
56. ↑  (1) （西班牙文） Rafael Tenorio, Las matanzas de Badajoz （页面存档备份，存于） ("The massacres of Badajoz"), originally in Tiempo de Historia, Number 56, July 1979. 

(2) （西班牙文） Víctimas del fascismo en la Fosa Común de Oviedo （页面存档备份，存于） 於奧維耶多的法西斯受害者萬人塚;Asociación para la recuperación de la memoria histórica （页面存档备份，存于）.
57. ↑   Ian Gibson, "Paracuellos. Cómo fue". 1983, Plaza y Janés. Barcelona.
58. ↑  Anthony Beevor, Battle for Spain p. 161
59. ↑  Arnuad Imatz, "Espagne: la guerre des mémoires" (2009) 40 25-30, at 25
60. ↑  Julio de la Cueva, "Religious Persecution, Anticlerical Tradition and Revolution: On Atrocities against the Clergy during the Spanish Civil War" （页面存档备份，存于） Journal of Contemporary History 33.3 (July 1998): 355.
61. ↑  Professor Hilton. . Cgi.stanford.edu. 2005-10-27  [2009-06-24]. （原始内容存档于2008-12-07）.
62. ↑  . Guardian.   [2009-06-24]. （原始内容存档于2008-01-27）.
63. ↑  Beevor, Antony. The Battle for Spain; The Spanish Civil War 1936-1939. Penguin Books. 2006. London. p.405
64. ↑  Fosas Comunes - Los desaparecidos de Franco. La Guerra Civil no ha terminado （页面存档备份，存于）, El Mundo, 7 July 2002 （西班牙文）
65. ↑  Gastón Aguas, J. M. & Mendiola Gonzalo, F. (eds.) "Los trabajos forzados en la dictadura franquista: Bortxazko lanak diktadura frankistan." ISBN 978-84-611-8354-8
66. ↑  Caistor, Nick. . BBC News. 2003-02-28  [2009-06-24]. （原始内容存档于2017-10-11）.
67. ↑  Film documentary （页面存档备份，存于） on the website of the Cité nationale de l'histoire de l'immigration （法文）
68. ↑  Sinova, J. La censura de prensa durante el franquismo/ The Media Censorship During Franco Regime. Random House Mondadori. ISBN 978-84-8346-134-1.
69. ↑  Lázaro, A. James Joyce's encounters with Spanish censorship, 1939-1966. Joyce Studies Annual, 1 Jan, 2001.
70. ↑  Churchill 'bribed Franco's generals to stay out of the war'[]
71. ↑   "Nazi Germany and Francoist Spain" by Christian Leitz, pp. 127–150, Spain and the Great Powers in the 20th Century Routledge, New York, 1999, edited by Sebastian Balfour and Paul Preston.
72. ↑  Pagès, Pelai. La guerra civil (1936-1939). Barcelona:Barcanova. 1993. Pàgines 84 i 85.
73. ↑  .   [2010-01-02]. （原始内容存档于2021-05-12）.
74. ↑  New York Times. "Nixon Asserts Franco Won Respect for Spain." November 21, 1975, Friday, page 16.
75. ↑  "Those Apprentice Kings and Queens Who May -- One Day -- Ascend a Throne," （页面存档备份，存于） New York Times. November 14, 1971.
76. ↑  Weal 1997, p. 17.
77. ↑  The First Soviet Tankers in Spain （页面存档备份，存于）
78. ↑  Britannica Concise Encyclopedia: Spanish Civil War  （页面存档备份，存于）
79. ↑  Obermaier and Held 1996, p. 34.
80. ↑  Elizabeth Nash. . The Independent. 2009-07-21  [2009-08-08]. （原始内容存档于2015-09-24）.

## 外部連結
文獻
- Magazines and journals published during the war（页面存档备份，存于） 伊利诺伊大学厄巴纳-香槟分校線上文章。
- A collection of essays （页面存档备份，存于） Albert 與 Vera Weisbord著，關於西班牙內戰的12篇論文。
- Constitución de la República Española (1931)
- La Cucaracha, The Spanish Civil War Diary，內戰期間所發生的事件，以時間線顯示。
- Ronald Hilton, Spain, 1931–36, From Monarchy to Civil War, An Eyewitness Account（页面存档备份，存于）
- Mary Low and Juan Breá: Red Spanish Book. A testimony by two surrealists and trotskytes[永久]
- Spanish Civil War and Revolution text archive （页面存档备份，存于） in the libcom.org library
- The Nyon Agreement, 14 September 1937 - Agreement between 9 Powers for collective measures to be taken to suppress attacks by submarines against merchant vessels （页面存档备份，存于）

圖片與電影
- Spain in Revolt 1, newsreel documentary (Video Stream)
- Spain in Revolt 2, newsreel documentary (Video Stream)
- Revistas y Guerra 1936–1939: La Guerra Civil Espanola y la Cultura Impresa （页面存档备份，存于） 線上視頻
- Imperial War Museum Collection of Spanish Civil War Posters 線上視頻 Visual Arts Data Service (VADS)
- Posters of the Spanish Civil War from UCSD's Southworth collection
- Civil War Documentaries made by the Confederación Nacional del Trabajo （页面存档备份，存于）
- Spanish Civil War and Revolution image gallery 內戰的照片與海報。
- Aircraft of the Spanish Civil War
- "spanish+civil+war") 64 "spanish civil war" objects （页面存档备份，存于）

官方與學術文章
- A History of the Spanish Civil War，摘自美國政府的官方研究文章。
- Columbia Historical Review Dutch Involvement in the Spanish Civil War （页面存档备份，存于）
- "The Spanish Civil War – causes and legacy" （页面存档备份，存于）

其他
- Spanish Civil War （页面存档备份，存于） 時代雜誌的報導（線上）
- The Anarcho-Statists of Spain （页面存档备份，存于）, 以無政府主義者的不同觀點看待西班牙內戰，文章來自乔治梅森大学。
- Spanish Civil War information
- American Jews in Spanish Civil War, by Martin Sugarman
- The Spanish Revolution, 1936–39
- The Revolutionary Institutions: The Central Committee of Anti-Fascist Militias, by Juan García Oliver
- Warships of the Spanish Civil War（页面存档备份，存于）
- ¡No Pasarán! Speech （页面存档备份，存于）西班牙共產黨代表 Dolores Ibarruri（又稱 La Pasionaria）的著名演說。
- Spanish Civil War Forum （页面存档备份，存于）
- New Zealand and the Spanish Civil War